# Jennifer Valente
Jennifer Valente (San Diego, 24 de diciembre de 1994) es una deportista estadounidense que compite en ciclismo en las modalidades de pista, especialista en las pruebas persecución, y ruta.
Participó en tres Juegos Olímpicos de Verano, obteniendo cinco medallas, plata en Río de Janeiro 2016, en persecución por equipos (junto con Sarah Hammer, Kelly Catlin y Chloé Dygert), dos en Tokio 2020, oro en la prueba de ómnium y bronce en persecución por equipos (con Megan Jastrab, Chloé Dygert y Emma White), y dos de oro en París 2024, en persecución por equipos (con Lily Williams, Chloé Dygert y Kristen Faulkner) y ómnium.
Ganó diecinueve medallas en el Campeonato Mundial de Ciclismo en Pista entre los años 2015 y 2024.
Fue la ganadora de la Liga de Campeones de 2022 en la categoría de resistencia.

## Medallero internacional
| Juegos Olímpicos   | Juegos Olímpicos         | Juegos Olímpicos  | Juegos Olímpicos        |
| Año                | Lugar                    | Medalla           | Competición             |
| ------------------ | ------------------------ | ----------------- | ----------------------- |
| 2016               | Río de Janeiro (Brasil)  | Medalla de plata  | Persecución por equipos |
| 2020               | Tokio (Japón)            | Medalla de oro    | Ómnium                  |
| 2020               | Tokio (Japón)            | Medalla de bronce | Persecución por equipos |
| 2024               | París (Francia)          | Medalla de oro    | Persecución por equipos |
| 2024               | París (Francia)          | Medalla de oro    | Ómnium                  |
| Campeonato Mundial |                          |                   |                         |
| Año                | Lugar                    | Medalla           | Competición             |
| 2015               | Saint-Quentin (Francia)  | Medalla de plata  | Persecución individual  |
| 2016               | Londres (Reino Unido)    | Medalla de oro    | Persecución por equipos |
| 2017               | Hong Kong (China)        | Medalla de oro    | Persecución por equipos |
| 2018               | Apeldoorn (Países Bajos) | Medalla de oro    | Persecución por equipos |
| 2018               | Apeldoorn (Países Bajos) | Medalla de plata  | Puntuación              |
| 2019               | Pruszków (Polonia)       | Medalla de bronce | Ómnium                  |
| 2020               | Berlín (Alemania)        | Medalla de oro    | Persecución por equipos |
| 2020               | Berlín (Alemania)        | Medalla de plata  | Puntuación              |
| 2020               | Berlín (Alemania)        | Medalla de plata  | Scratch                 |
| 2021               | Roubaix (Francia)        | Medalla de bronce | Scratch                 |
| 2021               | Roubaix (Francia)        | Medalla de bronce | Eliminación             |
| 2022               | Saint-Quentin (Francia)  | Medalla de oro    | Ómnium                  |
| 2022               | Saint-Quentin (Francia)  | Medalla de bronce | Eliminación             |
| 2022               | Saint-Quentin (Francia)  | Medalla de bronce | Puntuación              |
| 2023               | Glasgow (Reino Unido)    | Medalla de oro    | Scratch                 |
| 2023               | Glasgow (Reino Unido)    | Medalla de oro    | Ómnium                  |
| 2023               | Glasgow (Reino Unido)    | Medalla de bronce | Eliminación             |
| 2024               | Ballerup (Dinamarca)     | Medalla de plata  | Scratch                 |
| 2024               | Ballerup (Dinamarca)     | Medalla de bronce | Eliminación             |